# Trzemeszno (Równina Wełtyńska)
Trzemeszno – jezioro położone na wschód od wsi Gajki, w zachodniej części Pobrzeża Szczecińskiego na Równinie Wełtyńskiej. Ok. 2 km na północ od jeziora Steklno.

## Hydronimia
Jezioro pojawia się w źródłach już w 1212 roku, początkowo jako lacum Sereniz, a następnie lacum Serenis (1235), Steglinsche See (1780), der Scharmüzelsee (1784), Scharmunzel S. (1845), Scharmüntzel-See (1924).  3 listopada 1950 roku wprowadzono nazwę Trzemeszno. Obecnie państwowy rejestr nazw geograficznych jako nazwę jeziora również podaje Trzemeszno.